# Ішікава Каору
Каору Ішікава  (яп. 石川 馨 Ішікава Каору, 13.07.1915—16.04.1989)  — професор Токійського університету, видатний фахівець в галузі управління якістю.

## Життєві етапи
Каору Ішікава був старшим з восьми синів Ічіро/Ітіро Ішікави (Ichiro Ishikawa). У 1939-му Каору закінчив Токійський Університет (University of Tokyo) з інженерною освітою в прикладної хімії. Його першою роботою була посада військово-морського технічного працівника (1939—1941), після чого Ішікава перейшов на роботу в паливну компанію «Nissan Liquid Fuel Company» в 1947-м. Він почав виконувати обов'язки голови в Технологічному Інституті Мусасі (Musashi Institute of Technology) в 1978-м.
В 1949-му Каору приєднався до дослідної групи Японського союзу вчених та інженерів (JUSE), контролює якість продукції. Після Другої світової війни Японія була зацікавлена в трансформації промислового сектора, який у Північній Америці сприймався виключно як виробник дешевих іграшок і фотокамер низької якості. Він втілив в життя, інтегрував і докладно виклав концепції управління Едвардса Демінга (W. Edwards Deming) та Джозефа Джурана (Joseph M. Juran) в японській системі.
Ставши професором, що мають докторський ступінь, інженерного факультету Токійського Університету в 1960-му, Ішікава у 1962-му ввів поняття гуртки якості (Quality Circles). На промислових підприємствах ця концепція була введена спочатку експериментально, щоб побачити, який ефект ‘провідної руки’ (Gemba — cho) вона вплине на якість.
Такі групи на добровільних засадах навчалися методам статистичного контролю якості на всіх рівнях організації, які займалися аналізом проблем і виробленням оптимальних рішень. Хоча взяти участь в експерименті запрошувалися багато компаній, тільки «Nippon Telephone & Telegraph» прийняла запрошення. Але незабаром гуртки якості стали дуже популярні, перетворившись у важливу ланку системи менеджменту, заснованого на управлінні якістю (Total Quality Management System). Ішікава написав дві книги про гуртки якості: «QC Circle Koryo» і «How to Operate QC Circle Activities».
Продовжуючи внесок у програму підвищення якості виробництва, в 1963-му Каору був присутній на Щорічній конференції з контролю якості для керівників вищої ланки, а також написав кілька книг з контролю якості. Його книга ‘Guide to Quality Control’ була перекладена на англійську. Також він був головою редколегії щомісячного видання «Статистичний контроль якості» («Statistical Quality Control») і брав участь у міжнародній діяльності з питань стандартизації.
У 1982-му розробив метод «діаграми Ішикави», що застосовується для виявлення найбільш істотних факторів (причин), які впливають на кінцевий результат.
Після смерті Ішікави Каору у 1989-му, Джозеф М. Джуран в своїй хвалебної промові сказав: "… Ми можемо настільки багато чому навчитися, дослідивши, як багато вдалося зробити д-ру Ішікава протягом одного життя. За моїми спостереженнями, він добився всього, використовуючи свої природні таланти в кращих проявах. Він був присвячений служінню суспільству, а не самому собі. Він діяв скромно, і цим об'єднував інших. Він сам дотримувався власним вченням, збираючи факти і піддаючи їх ретельному аналізу. Він був повністю відкритий, в результаті чого йому повністю довіряли’.
У 1972-му Ішікава отримав «Eugene L. Grant Award» від Американської організації з якості (ASQ), в 1977- му — медаль з блакитною стрічкою (Blue Ribbon Medal) від японського уряду за досягнення в галузі промислової стандартизації, а в 1988-му — медаль Волтера А. Шугарта (Walter A. Shewhart) і королівський вікторіанський Орден другого ступеня (Order of the Sacred Treasures).